# 雲林駅
雲林駅（うんりんえきえき）は、台湾雲林県虎尾鎮にある台湾高速鉄道の駅。

## 歴史
- 2012年（民国101年）11月22日 - 台湾の大手ゼネコン長鴻営造が総額15億8800万台湾ドルで駅舎建設事業を受注[1]
- 2013年（民国102年）1月15日 - 起工。式典には副総統の呉敦義、交通部長毛治国、雲林県長蘇治芬らが出席した。[2][3]
- 2015年（民国104年）
  - 6月7日 - 完工[4]
  - 11月4日 - 供用（見学者に開放）[5]。
  - 12月1日 - 開業[6][7][8]。

## 駅構造
- 相対式ホーム2面4線の高架駅。

高速鉄道開業時から駅舎・ホーム用地は確保されており、側線は軌道、架線柱とも準備済みだった
地上3階にホームがある。駅舎は総面積20,177平方メートル、高さ21mで、設計は国内で多くの公共建築を手がける姚仁喜。
駅全体は地元の地名である虎尾を意識したトラの尾やトラの縞模様をモチーフに、それぞれ形の異なる波状の柱の列37組で流線型を形作った建築になるという。
また建材には軽金属、ガラスを用い、太陽光パネルも取り入れ、自然の光と風を最大限に利用、省エネで環境に配慮するエコの象徴としている。
植樹により「林」、カーブを描く歩道部分の形状で「雲」、合わせて「雲中之林」をコンセプトにしている。

### 駅階層
| 地上 三階                      |                                                    | |
| 相対式ホーム、左側のドアが開く |                                                    | |
| 1番線                          | →■台湾高速鉄道 左営方面へ（嘉義駅）→               | |
| 通過線                         | →■台湾高速鉄道 南下通過列車 左営方面へ→            | |
| 通過線                         | ←■台湾高速鉄道 北上通過列車 台中・台北・南港方面へ | |
| 2番線                          | ←■台湾高速鉄道 台中・台北・南港方面へ（彰化駅）    | |
| 相対式ホーム、左側のドアが開く |                                                    | |
| 地上 二階                      | 機電階層                                           | 機械室、駅事務所 |
| 地上 一階                      | ホール コンコース                                  | 、エスカレーター、改札口、トイレ、AED、Wi-fi、待合スペース チケットカウンター、自動券売機、案内カウンター、トラベルデスク セブンイレブン、スターバックス、モスバーガー、売店 トイレ、鉄道警察、出入口、バス乗り場、タクシー乗り場、駐車場、駐輪場 |

## 利用状況
年度別乗降人員は以下の通り（2015年は12月1日からの31日分の統計となる。）
| 年   |           |           |           |        |         |         |
| 年   | 年間      | 年間      | 年間      | 年間   | 1日平均 | 1日平均 |
| 年   | 乗車      | 降車      | 計        | 出典   | 乗車    | 乗降    |
| ---- | --------- | --------- | --------- | ------ | ------- | ------- |
| 2015 | 139,300   | 141,362   | 280,662   | [ 16 ] | 4,493   | 9,053   |
| 2016 | 1,014,732 | 1,020,548 | 2,035,280 | [ 16 ] | 2,788   | 5,591   |
| 2017 | 1,256,931 | 1,252,261 | 2,509,192 | [ 16 ] | 3,444   | 6,874   |
| 2018 | 1,285,223 | 1,286,448 | 2,571,671 | [ 16 ] | 3,521   | 7,046   |
| 2019 | 1,387,115 | 1,391,044 | 2,778,159 | [ 16 ] | 3,800   | 7,611   |
| 2020 | 1,209,954 | 1,212,971 | 2,422,925 | [ 16 ] | 3,306   | 6,620   |
| 2021 | 962,525   | 963,834   | 1,926,359 | [ 16 ] | 2,637   | 5,278   |
| 2022 | 1,159,796 | 1,159,912 | 2,319,708 | [ 16 ] | 3,178   | 6,355   |
| 2023 | 1,570,298 | 1,568,362 | 3,138,660 | [ 16 ] | 4,302   | 8,599   |

## 接続する他の交通機関

### バス
- 雲林県市区公車[17]。

| 路線             | 運行事業者 | 区間                                       | 経由する郷鎮           | 総距離 |
| 201 高鉄快速専車 | 雲林客運   | 高鐵雲林駅 - 台鉄斗六駅 - 国立雲林科技大学 | 斗六市、莿桐郷、虎尾鎮 | 19.6km |
| 202              | 嘉義客運   | 元長 - 高鐵雲林駅                          |                        |        |
| 301              | 台西客運   | 高鐵雲林駅 - 北港                          |                        |        |

- 公路客運[19]

| 路線番号 | 運行事業者 | 区間                          |
| -------- | ---------- | ----------------------------- |
| 7101     | 台西客運   | 虎尾 - 麦寮 - 長庚医院        |
| 7102     | 台西客運   | 高鐵雲林駅 - 斗南             |
| 7103     | 台西客運   | 斗南 - 麦寮                   |
| 7104     | 台西客運   | 虎尾 - 麦寮                   |
| 7112     | 台西客運   | 虎尾 - 麦寮(下街経由）        |
| 7117     | 台西客運   | 西螺 - 虎尾(下湳経由)         |
| 7118     | 台西客運   | 西螺 - 虎尾(二崙経由)         |
| 7120     | 台西客運   | 斗六 - 高鐵雲林駅(大学路経由) |
| 7122     | 台西客運   | 斗六 - 高鐵雲林駅             |
| 7701     | 台西客運   | 嘉義 - 麦寮                   |

### アクセス鉄道構想
現在県都である斗六市から高速鉄道台中駅（台鉄新烏日駅）までは区間車や莒光号で約1時間を要しており、2013年6月に県内の主要市、出身立法委員、財界などを中心に「台鐵斗六—虎尾支線推動連盟」が設立され、県・市の拠点駅である台鉄縦貫線斗六駅から当駅を結ぶ約15kmの支線開通を早期実現すべく中央政府に対して招致活動を開始した。同連盟によると、台鉄支線を新設した場合の事業費は137億台湾ドルとされているが、台湾糖業鉄道斗南線の廃線跡を再利用し、台鉄斗南駅へ接続した場合は8kmで約65億台湾ドルで済むと試算している。

## 駅周辺
- 新虎尾渓（中国語版）
- 国立台湾大学医院虎尾院区
- 中山高速公路虎尾IC（中国語版）
- 県立光復国小
- 農博生態園区（2017ランタンフェスティバル会場）

### 高鉄雲林駅特定区
交通部高鉄局が主導する総面積421.93ヘクタールの開発区画。
- 中部科学園区（中国語版）虎尾基地
- 雲林国際会議センター(計画中)
- 国立虎尾科技大学興中分部(準備中)

## 隣の駅
台湾高速鉄路
■台湾高速鉄道
彰化駅 - 雲林駅 - 嘉義駅

### 註釈
1. ↑  2016年は営業日数364日で算出（2016年2月6日から7日は台湾南部地震により台中以南はそれぞれ半日[12][13][14]、7月8日は台風1号（ニパルタック）の影響で終日運休[15]。）